# KLM Open 2014
De 22ste editie van de KLM Open (de 95ste Dutch Open) vond plaats van 11 tot 14 september 2014 op de Kennemer Golf & Country Club. Titelverdediger was de Nederlander Joost Luiten.. Het prijzengeld bedroeg € 1.800.000..

## Baan
De par van de baan was 70. De Kennemer Golf & Country Club heeft drie lussen van negen holes; voor dit toernooi werd een compositiebaan gemaakt. De normale drivingrange was tijdens het toernooi een parkeerplaats.
| Hole  | 1   | 2   | 3   | 4   | 5   | 6   | 7   | 8   | 9   | Out  | 10  | 11  | 12  | 13  | 14  | 15  | 16  | 17  | 18  | In   | Totaal |
| ----- | --- | --- | --- | --- | --- | --- | --- | --- | --- | ---- | --- | --- | --- | --- | --- | --- | --- | --- | --- | ---- | ------ |
| Meter | 397 | 521 | 135 | 365 | 383 | 332 | 514 | 203 | 382 | 3232 | 409 | 144 | 480 | 342 | 351 | 149 | 432 | 155 | 363 | 2825 | 6057   |
| Par   | 4   | 5   | 3   | 4   | 4   | 4   | 5   | 3   | 4   | 36   | 4   | 3   | 5   | 4   | 4   | 3   | 4   | 3   | 4   | 34   | 70     |

## Resultaten
| Naam                     | CTR | R2D | OWGR | Score R1 | Score R1 | Nr  | Score R2 | Score R2 | Totaal | Nr  | Score R3 | Score R3 | Totaal | Nr  | Score R4 | Score R4 | Totaal | Nr  |
| ------------------------ | --- | --- | ---- | -------- | -------- | --- | -------- | -------- | ------ | --- | -------- | -------- | ------ | --- | -------- | -------- | ------ | --- |
| Paul Casey               | =   | 94  | 88   | 68       | -2       | T14 | 70       | par      | -2     | T32 | 62       | -8       | -10    | 3   | 66       | -4       | -14    | 1   |
| Simon Dyson              | =   | 35  | 131  | 70       | par      | T42 | 66       | -4       | -4     | T14 | 66       | -4       | -8     | T6  | 65       | -5       | -13    | 2   |
| Eddie Pepperell          | =   | 83  | 243  | 69       | -1       | T22 | 68       | -2       | -3     | T   | 66       | -4       | -7     | T9  | 66       | -4       | -11    | 4   |
| Romain Wattel            | =   | 43  | 125  | 67       | -3       | T6  | 65       | -5       | -8     | T2  | 64       | -6       | -14    | 1   | 74       | +4       | -10    | T5  |
| Joost Luiten             | =   | 16  | 50   | 65       | -5       | 1   | 70       | par      | -5     | T7  | 67       | -3       | -8     | T6  | 68       | -2       | -10    | T5  |
| Pablo Larrazábal         | =   | 24  | 70   | 68       | -2       | T14 | 62       | -8       | -10    | 1   | 75       | +5       | -5     | T14 | 65       | -5       | -10    | T5  |
| Richie Ramsay            | =   | 66  | 162  | 69       | -1       | T22 | 65       | -5       | -6     | T4  | 65       | -5       | -11    | 2   | 72       | +2       | -9     | T9  |
| Edoardo Molinari         | =   | 29  | 110  | 66       | -4       | T2  | 66       | -4       | -8     | T2  | 71       | +1       | -7     | T9  | 69       | -1       | -8     | T11 |
| Robert-Jan Derksen       | =   | 85  | 205  | 71       | +1       | T64 | 67       | -3       | -2     | T32 | 68       | -2       | -4     | T22 | 66       | -4       | -8     | T11 |
| Gary Stal                | =   | 91  | 486  | 66       | -4       | T2  | 71       | +1       | -3     | T22 | 65       | -5       | -8     | T6  | 71       | +1       | -7     | T19 |
| Thomas Pieters           | =   | 77  | 262  | 70       | par      | T42 | 66       | -4       | -4     | T14 | 67       | -3       | -7     | T9  | 71       | +1       | -6     | T22 |
| Peter Uihlein            | =   | 87  | 137  | 66       | -4       | T2  | 68       | -2       | -6     | T4  | 67       | -3       | -9     | T4  | 73       | +3       | -6     | T22 |
| Reinier Saxton           | =   | =   | 1441 | 71       | +1       | T64 | 67       | -3       | -2     | T32 | 70       | par      | -2     | T44 | 67       | -3       | -5     | T28 |
| Nicolas Colsaerts        | =   | 115 | 193  | 72       | +2       | T86 | 68       | -2       | par    | T55 | 66       | -4       | -4     | T22 | 71       | +1       | -3     | T41 |
| Andrea Pavan             | =   | 143 | 277  | 66       | -4       | T2  | 70       | par      | -4     | T14 | 67       | -3       | -7     | T9  | 74       | +4       | -3     | T41 |
| Jeroen Krietemeijer (Am) | =   | =   | =    | 71       | +1       | T64 | 69       | -1       | par    | T55 | 70       | par      | par    | T58 | 71       | +1       | +1     | T59 |
| Inder van Weerelt        | =   | =   | 1560 | 71       | -1       | T22 | 70       | par      | -1     | T42 | 73       | +3       | +2     | T69 | 71       | +1       | +3     | 64  |
| Wil Besseling            | 117 | =   | 817  | 68       | -2       | T14 | 72       | +2       | par    | T55 | 71       | +1       | +1     | T64 | 73       | +3       | +4     | T65 |
| Jamie McLeary            | =   | 175 | 515  | 67       | -3       | T6  | 72       | +2       | -1     | T42 | 74       | +4       | +3     | 73  | 75       | +5       | +8     | 76  |
| Daan Huizing             | =   | 134 | 237  | 72       | +2       | T86 | 68       | -2       | par    | T55 | 76       | +6       | +6     | T75 | 71       | +1       | +7     | T73 |

| Leider |  | Toernooirecord |  | CTR = Challenge Tour Rankings |  | R2D = Race To Dubai |  | OWGR |  | MC = missed cut = cut gemist |

## Spelers
| - Felipe Aguilar - Thomas Aiken - Kiradech Aphibarnrat - Matthew Baldwin - Seve Benson - Gaganjeet Bhullar - Lucas Bjerregaard - Richard Bland - Grégory Bourdy - Kristoffer Broberg - Daniel Brooks - François Calmels - Jorge Campillo - Alejandro Cañizares - Johan Carlsson - Magnus A. Carlsson - Paul Casey - Darren Clarke (2008) - Marco Crespi - Eduardo de la Riva - Carlos Del Moral - Robert-Jan Derksen - Chris Doak - David Drysdale - Nacho Elvira - Niclas Fasth - Darren Fichardt - Ross Fisher (2007) - Tommy Fleetwood - Mark Foster - Ricardo González - Richard Green - Emiliano Grillo - Anders Hansen - JB Hansen - Søren Hansen - Padraig Harrington | - Tyrrell Hatton - Grégory Havret - Michael Hoey - David Horsey - David Howell - Daan Huizing - Mikko Ilonen - Raphaël Jacquelin - Thongchai Jaidee - Scott Jamieson - Jin Jeong - Miguel Jiménez ('94) - Roope Kakko - Shiv Kapur - Robert Karlsson - Simon Khan - Maximilian Kieffer - Sihwan Kim - Søren Kjeldsen - Brooks Koepka - Jbe' Kruger - Moritz Lampert - Pablo Larrazábal - Paul Lawrie - Peter Lawrie - Craig Lee - Thomas Levet - Tom Lewis - José-Filipe Lima - Shane Lowry - Joost Luiten (2013) - Mikael Lundberg - David Lynn (2004) - Morten Ørum Madsen - Stuart Manley - Matteo Manassero | - Gareth Maybin - Damien McGrane - Jamie McLeary - Edoardo Molinari - Matthew Nixon - Thorbjørn Olesen - Wade Ormsby - Adrian Otaegui - Hennie Otto - John Parry - Andrea Pavan - Eddie Pepperell - Thomas Pieters - Julien Quesne - Alvaro Quiros - Richie Ramsay - Victor Riu - Robert Rock - Brett Rumford - Ricardo Santos - Marcel Siem - Jeev Milkha Singh - Lee Slattery - Gary Stal - Graeme Storm - Andy Sullivan - Simon Thornton - Peter Uihlein - Anthony Wall - Paul Waring - Marc Warren - Romain Wattel - Steve Webster - Peter Whiteford - Chris Wood - Fabrizio Zanotti | Voormalige winnaars - Simon Dyson ('06, '09, '11) - Maarten Lafeber (2003) - José María Olazabal (1989) - Sven Strüver (1997) Invitaties - Jesper Billing - Thomas Bjørn - Jonas Blixt - Nicolas Colsaerts - Gonzalo Fernández-Castaño - Matthew Fitzpatrick - Dominic Foos - José Manuel Lara PGA Holland - Wil Besseling - Ben Collier, winnaar PGA Trophy - Robin Kind - Taco Remkes - Reinier Saxton - Tim Sluiter - Floris de Vries - Inder van Weerelt, winnaar Twente Cup Amateurs - Darius van Driel - Lars Keunen - Jeroen Krietemeijer - Severiano Prins, winnaar Dutch Junior Open - Kevin Reints, 2de bij NK Strokeplay - Vince van Veen, winnaar NK Strokeplay |

1912 ··· 1972 · 1973 · 1974 · 1975 · 1976 · 1977 · 1978 · 1979 · 1980 · 1981 · 1982 · 1983 · 1984 · 1985 · 1986 · 1987 · 1988 · 1989 · 1990 · 1991 · 1992 · 1993 · 1994 · 1995 · 1996 · 1997 · 1998 · 1999 · 2000 · 2001 · 2002 · 2003 · 2004 · 2005 · 2006 · 2007 · 2008 · 2009 · 2010 · 2011 · 2012 · 2013 · 2014 · 2015 · 2016 · 2017 · 2018 · 2019 · 2020
 South African Open Championship ·
 Alfred Dunhill Championship ·
 Nedbank Golf Challenge ·
 Hong Kong Open ·
 Nelson Mandela Championship ·
 Volvo Golf Champions ·
 Abu Dhabi Golf Championship ·
 Commercialbank Qatar Masters ·
 Dubai Desert Classic ·
 Joburg Open ·
 Africa Open ·
 WGC-Accenture Match Play Championship ·
 Tshwane Open ·
 WGC-Cadillac Championship ·
 Trophée Hassan II ·
 EurAsia Cup ·
 NH Collection Open ·
 The Masters ·
 Maybank Malaysian Open ·
 Volvo China Open ·
 The Championship at Laguna National ·
 Madeira Islands Open ·
 Open de España ·
 BMW PGA Championship ·
 Nordea Masters ·
 Lyoness Open ·
 US Open ·
 Iers Open ·
 BMW International Open ·
 Open de France ·
 Scottish Open ·
 The Open Championship ·
 M2M Russian Open ·
 WGC-Bridgestone Invitational ·
 US PGA Championship ·
 Made in Denmark ·
 D+D Real Czech Masters ·
 Italiaans Open ·
 European Masters ·
 KLM Open ·
 Wales Open ·
 Ryder Cup ·
 Alfred Dunhill Links Championship ·
 Portugal Masters ·
 Volvo World Match Play Championship ·
 Perth International ·
 BMW Masters ·
 WGC-HSBC Champions ·
 Turks Open ·
 Dubai World Championship